# 哥斯达黎加历史
哥斯达黎加是一个位于中美洲国家。本文记述哥斯达黎加历史。

## 哥伦布前哥斯达黎加
最早的哥斯达黎加居民从事打猎和采集。一个小型的文化同时也发展起来。在哥伦布到来之前，哥斯达黎加担任了一个连接中美洲和安第斯土著文化的“中间区域”角色。

## 西班牙殖民统治
1502年克里斯托弗·哥伦布登陆哥斯达黎加。不久之后，土著居民被西班牙征服。随着后续西班牙多个远征，今哥斯达黎加地区的第一个殖民地Villa Bruselas于1524年建立。

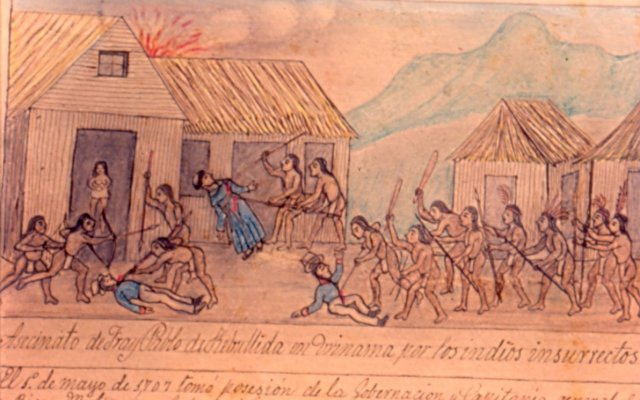
1709年，Talamanca地区印第安人起义。

哥斯达黎加被纳入新西班牙危地马拉都督辖区的一个省。在殖民时期，哥斯达黎加保持缓慢发展以及相对贫困。

## 独立
19世纪初，拿破仑占领西班牙引发了西属美洲的革命爆发。继墨西哥独立战争之后（1810至1821年），1821年哥斯达黎加成为独立的墨西哥帝国一部分。1823年，墨西哥发生革命皇帝阿古斯丁·德伊图尔维德被推翻。随后，哥斯达黎加加入中美洲联合省。1838年，中美洲联合省解散。哥斯达黎加独立。在这之前，由于缺乏与欧洲供应商的联系，哥经济一直处于挣扎状态。1856年，威廉·沃克，一个美国冒险家。他的私人武装开始入侵中美洲。在登陆尼加拉瓜之后，威廉·沃克自称尼加拉瓜总统和重新恢复奴隶制。在他的军队进入哥斯达黎加领土之后，他想要扩张至哥斯达黎加。哥斯达黎加随即宣布战争，并击退他的军队。

## 民主制
自1869年后，哥斯达黎加成为一个民主国家。哥斯达黎加避免了一直困扰中美洲的暴力活动。在1917年至1919年，费德里科·蒂诺科·格拉纳多斯作为一名独裁者统治哥斯达黎加。1948年3月12日至同年4月24日之后，政府起草了一部新宪法。宪法确定了选举制度以及废除了军队。至此，哥斯达黎加是少数一个没有军队而维持民主制度的国家。现今，哥斯达黎加的经济是依靠生态旅游和技术发展。